# Akademia Policyjna 6: Operacja Chaos
Akademia Policyjna 6: Operacja Chaos lub Akademia Policyjna 6: Miasto w oblężeniu (ang. Police Academy 6: City Under Siege) – komedia powstała w USA w 1989 z Michaelem Winslowem i Davidem Grafem w rolach głównych.

## Obsada
- Porucznik Moses Hightower - Bubba Smith
- Sierżant Eugene Tackleberry - David Graf
- Sierżant Larvell Jones - Michael Winslow
- Kapitan Debbie Callahan - Leslie Easterbrook
- Sierżant Laverne Hooks - Marion Ramsey
- Porucznik Proctor - Lance Kinsey
- Sierżant Nick Lassard - Matt McCoy
- Sierżant Douglas Fackler - Bruce Mahler
- Kapitan Thaddeus Harris - G.W. Bailey
- Komendant Eric Lassard - George Gaynes
- Burmistrz/Mastermind - Kenneth Mars
- Ace - Gerrit Graham
- Inspektor Henry Hurst - George R. Robertson
- Flash - Brian Seeman
- Ox - Darwyn Swalve
- Pani Stanwyck - Billie Bird
- Pan Kirkland - Arthur Batanides
- Prezes banku - Beans Morocco
- Dobrze ubrany mężczyzna - Alexander Folk

## Kierownictwo planu
- Reżyseria - Peter Bonerz
- Scenariusz - Stephen Curwick
- Zdjęcia - Charles Rosher Jr.
- Muzyka - Robert Folk
- Montaż - Hubert C. de la Bouillerie
- Scenografia - Thomas Azzari
- Dekoracja wnętrz - Tom Bugenhagen
- Kostiumy - Peter Flaherty
- Produkcja - Paul Maslansky

## Fabuła
Miasto zalewa fala przestępstw. Okradane są banki, salony jubilerskie oraz inne wartościowe placówki. Policja nie daje sobie rady. Prowadzący sprawę kapitan Harris oraz porucznik Proctor podczas ostatniej akcji dają się zrobić w konia przez otrzymanie fałszywego cynku. Burmistrz prosi więc Akademię Policyjną o wsparcie. Komendant Eric Lassard wysyła swoich najlepszych policjantów, aby rozprawili się z gangsterami. Nie wiedzą jednak, że przyjdzie im współpracować razem z Harrisem i Proctorem. Ci ostatni również nie są z tego powodu szczęśliwi. Na czele grupy z akademii stoi Nick Lassard, bliski krewny komendanta.
Następują kolejne napady, działania grupy specjalnej są skutecznie utrudniane przez Harrisa, a na dodatek policjanci są coraz bardziej przekonani, że w ich otoczeniu jest wtyczka, przez którą bandyci wiedzą o każdym podstępie. Oskarżenie pada na komendanta Lassarda, u którego zostaje znaleziona część skradzionej biżuterii. On i jego zespół zostają zawieszeni, lecz młodzi mundurowi podejmują działania na własną rękę, by oczyścić swoje reputacje.